# Saint-Barthélemy (Lüttich)

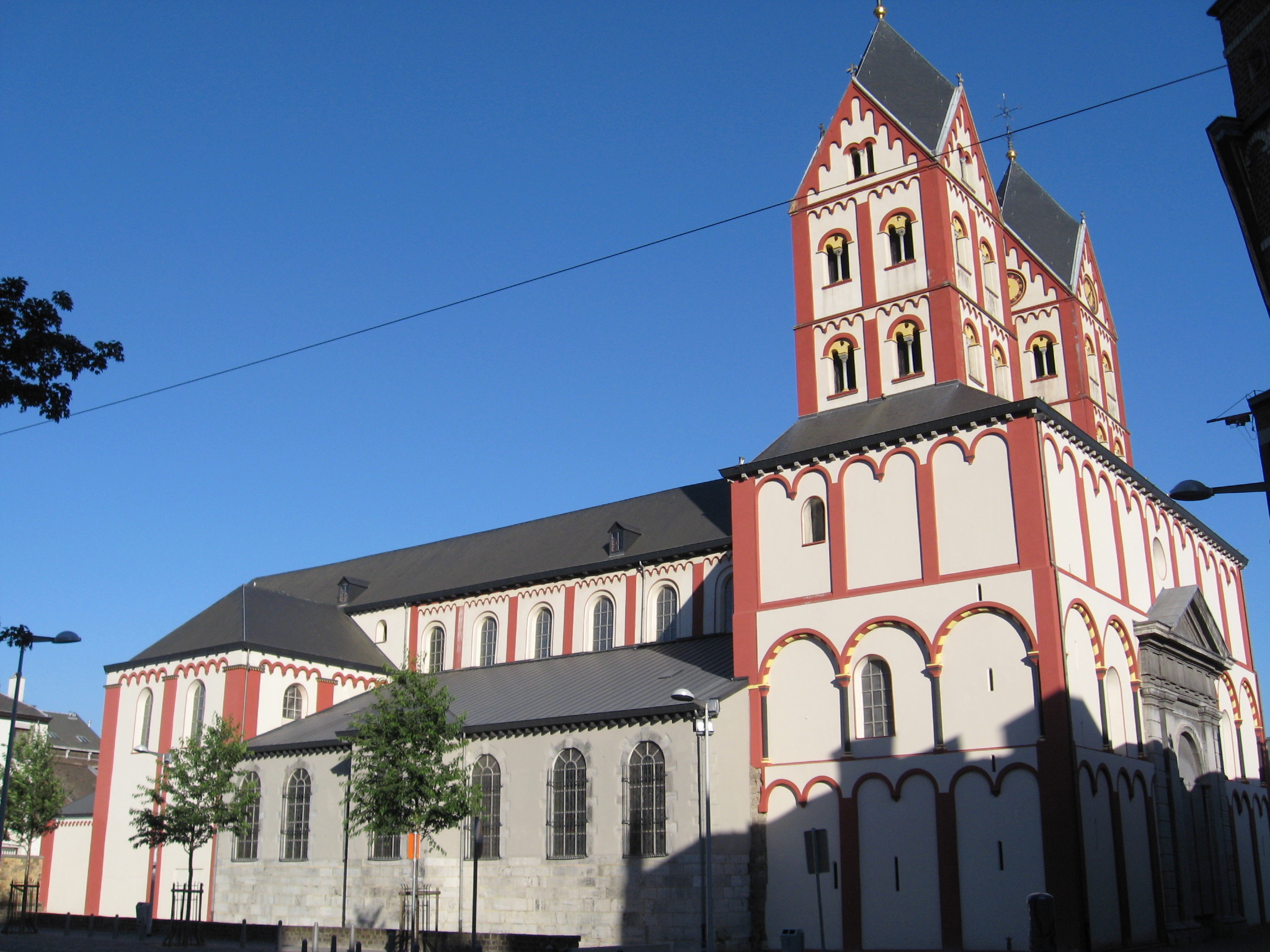
St. Barthélemy

Die Kirche St. Barthélemy (ndl. Sint-Bartolomeüskerk) ist eine romanische Kirche aus dem 11. und 12. Jahrhundert in der belgischen Stadt Lüttich. Sie ist dem Hl. Bartholomäus geweiht.

## Geschichte
Der Vorgängerbau der heutigen Kirche wurde am Anfang des 11. Jahrhunderts gestiftet durch Godescalc de Morialmé, Propst der Lambertuskathedrale von Lüttich. Es handelte sich um eine Kollegiatkirche für zunächst zwölf Kanoniker. Nach 1025 wurde diese Zahl auf zwanzig, 1043 sogar auf dreißig erhöht.
Die Einweihung dieser Kirche, die damals noch außerhalb der Stadtmauern lag, erfolgte 1015 durch den Fürstbischof von Lüttich, Balderich II., und durch Heribert, Erzbischof von Köln. Von diesem Vorgängerbau ist nichts erhalten geblieben. Der archäologische Befund weist jedoch darauf hin, dass diese Kirche vermutlich östlich des Chors über eine Außenkrypta verfügte, ähnlich der St. Amelbergabasilika in Susteren.
Der älteste Teil der heutigen Kirche ist der viereckige Chorraum im Osten der Kirche aus dem Ende des 11. Jahrhunderts. Anders als die restliche Kirche ist er in Kohlensandstein errichtet. Das Querhaus und das Mittelschiff datieren aus dem 12. Jahrhundert. Mit der Fertigstellung des Westwerks wurde der Bau im Jahre 1180 im Wesentlichen abgeschlossen.
Im 18. Jahrhundert wurden der Kirche zwei weitere Seitenschiffe hinzugefügt, so dass sie nun insgesamt fünfschiffig war. Später in diesem Jahrhundert, 1782, wurde das Westwerk durch ein klassizistisches Portal durchbrochen. Dabei wurden vermutlich auch einige der Fenster vermauert und über dem Portal ein Okulus ergänzt.
Im 19. Jahrhundert erhielten die Turmhelme ihre heutige rhombische Form, die typisch für das Rheinland ist (Abtei Maria Laach, St. Aposteln in Köln). Zwischen 1999 und 2005 wurde die Kirche nach dem Vorbild des Limburger Doms neu gestrichen.

## Westwerk

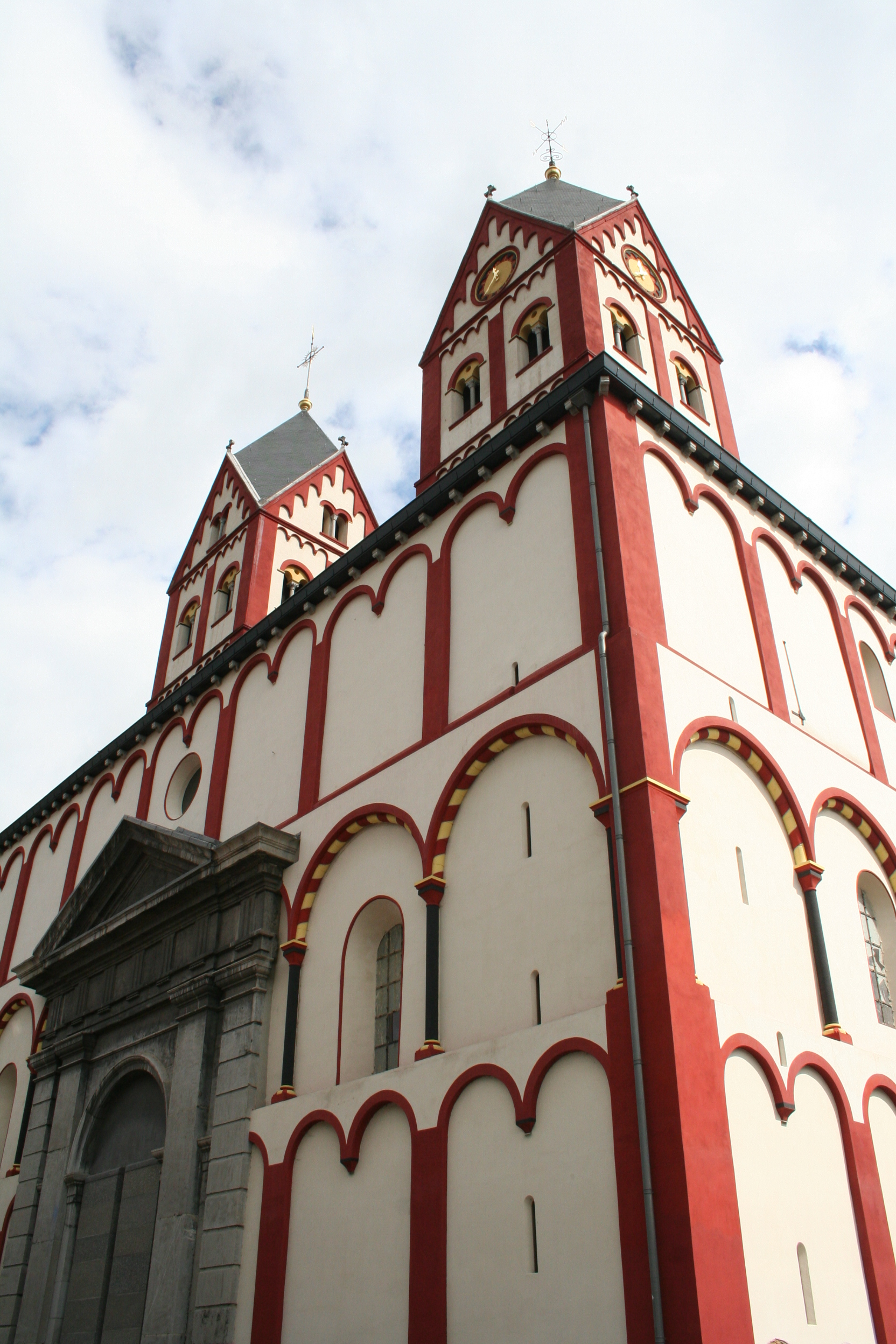
Westwerk der Kirche

Das blockartige Westwerk der Kirche ist 22 m hoch, 28 m breit und 12 m tief. Es besteht aus drei Stockwerken von gleicher Höhe. Das untere und obere Stockwerk weisen Verzierungen durch Lisenen und Bogenfriese auf; im mittleren Stockwerk finden sich Blendarkaden auf kleinen Säulchen aus Kalkstein. Aus dem Westwerk wachsen die beiden viereckigen Türme empor, die ebenfalls durch Lisenen und Bogenfriese gegliedert werden.
Im Inneren ist das Westwerk in drei Räume unterteilt: Der zentrale Chorraum wird durch zwei kleinere, rechteckige Räume flankiert, die in der ersten Etage durch drei Rundbögen vom Westchor getrennt sind. Im Unterschied zu vielen anderen Westwerken der Region (Liebfrauenkirche und Servatiusbasilika in Maastricht) fehlt hier im Inneren ein zentraler Raum oder eine Kapelle.
Dennoch ist die Ähnlichkeit des Westwerks mit dem der Servatiusbasilika sehr groß. Sowohl die Proportionen, die Bauformen als auch die Dekorationen stimmen nahezu überein. Angesichts des höheren Alters der Servatiuskirche liegt nahe, dass sie als Vorbild gedient hat.

## Innenraum

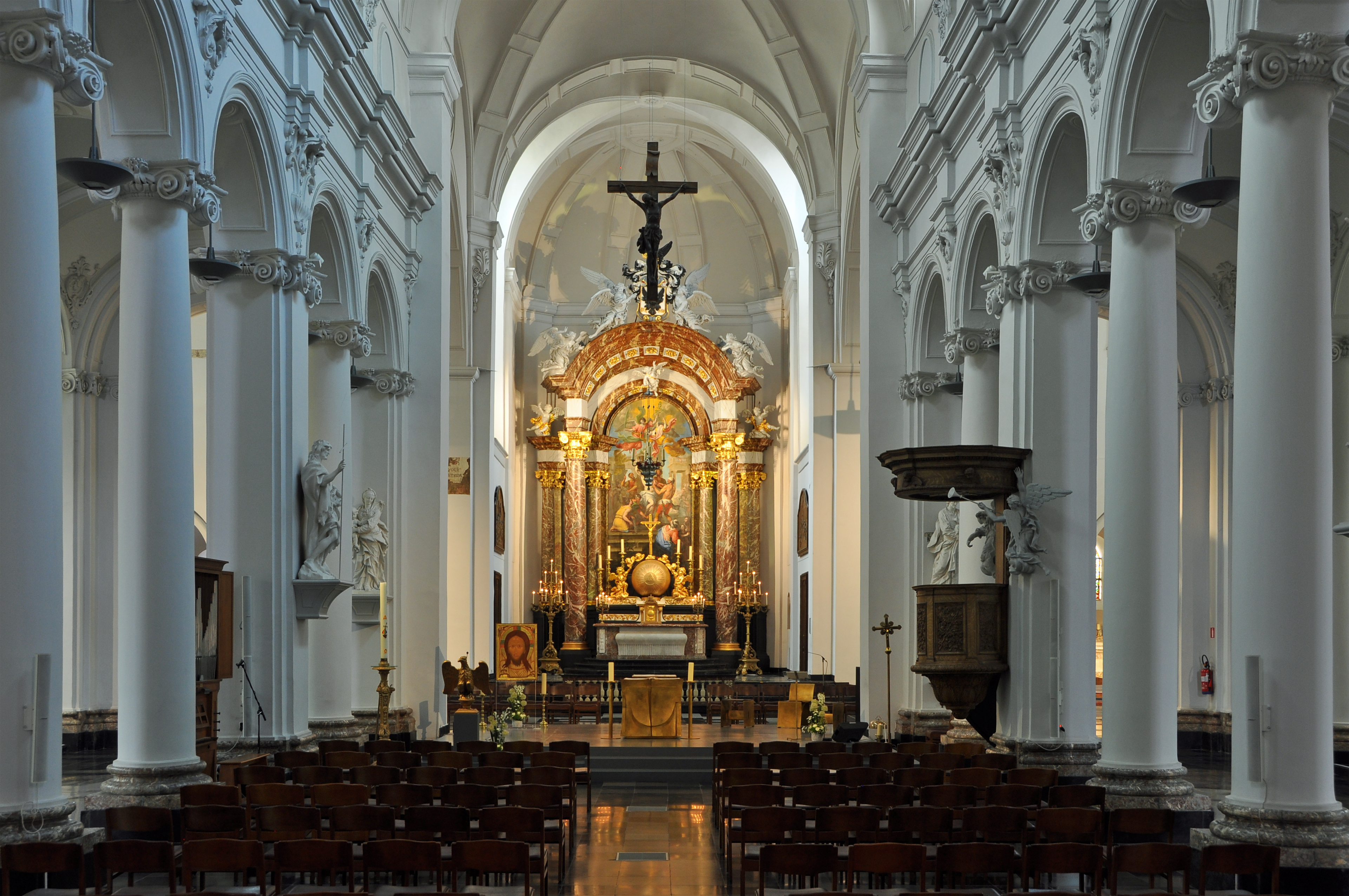
Innenraum, nach Osten

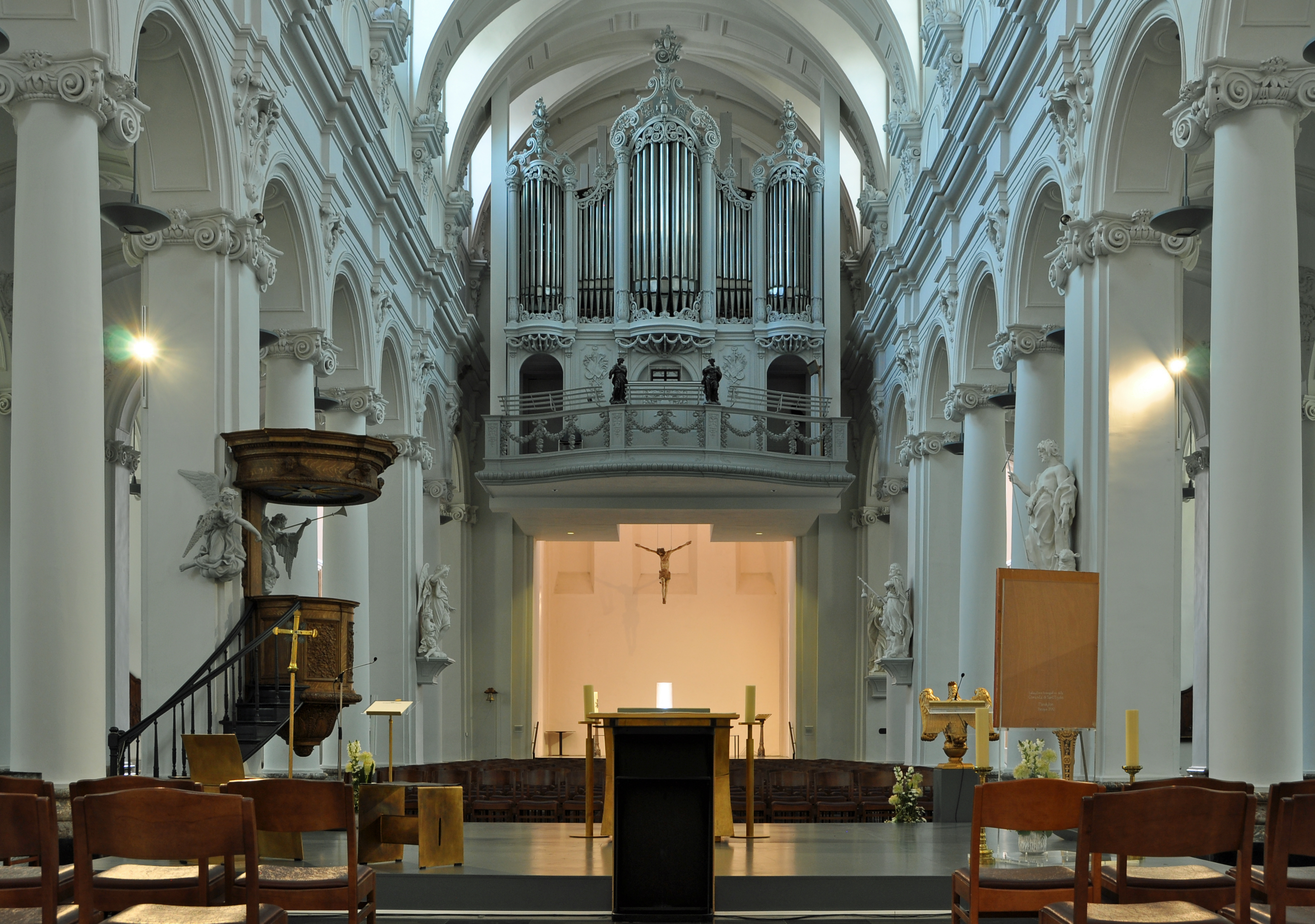
Innenraum, nach Westen, mit Orgel

Das Innere der Kirche wurde im 18. Jahrhundert barock (Stuck, Vergoldungen, Einbau des neuen Hochaltars) umgestaltet, wobei der Stützenwechsel beibehalten wurde. Im Bereich des Westwerks wurden die barocken Hinzufügungen bei der letzten Restaurierung zum großen Teil wieder entfernt.
Die Orgel wurde 1848 bis 1851 durch die O Orgelbauer Merklin & Schütze (Brüssel) erbaut. Das Instrument hat 40 Register auf drei Manualwerken und Pedal. Die Spieltrakturen sind mechanisch (mit Barker-Maschinen), die Registertrakturen und Koppeln sind mechanisch. Die Orgel wurde 2014 durch die Werkstatt Orgelbau Schumacher in Eupen einer umfangreichen Restaurierung unterzogen, bei der die klangliche Ästhetik der Merklin-Orgel aus der Mitte des 19. Jahrhunderts angestrebt wurde.
| I Grand-Orgue C–g3 |       |     |
| Principal          | 16′   |     |
| Montre             | 8′    |     |
| Bourdon            | 8′    |     |
| Flûte              | 8′    |     |
| Viole de gambe     | 8′    |     |
| Prestant           | 4′    |     |
| Flûte              | 4′    |     |
| Nasard             | 2 ⁄3′ | (n) |
| Doublette          | 2′    |     |
| Fourniture III–IV  |       |     |
| Cornet V           |       |     |
| Trompette          | 16′   |     |
| Trompette          | 8′    |     |
| Clairon            | 4′    |     |

| II Positif C–g3   |     |
| Bourdon           | 16′ |
| Montre            | 8′  |
| Bourdon           | 8′  |
| Salicional        | 8′  |
| Voix céleste      | 8′  |
| Prestant          | 4′  |
| Flûte traversière | 4′  |
| Flageolet         | 2′  |
| Plein jeu III     |     |
| Trompette         | 8′  |
| Euphone           | 8′  |

| II Récit expressif C–g3 |    |     |
| Bourdon                 | 8′ |     |
| Dolce                   | 8′ |     |
| Cor de chamois          | 8′ | (n) |
| Fugara                  | 4′ |     |
| Flûte                   | 4′ |     |
| Cornet II–III           |    |     |
| Basson-Hautbois         | 8′ |     |
| Voix humaine            | 8′ |     |
| Tremolo                 |    |     |

| Pédale C–f1 |     |     |
| Violon      | 16′ |     |
| Soubasse    | 16′ |     |
| Flûte       | 8′  |     |
| Bourdon     | 8′  | (n) |
| Bombarde    | 16′ |     |
| Trompette   | 8′  |     |
| Clairon     | 4′  |     |

- Koppeln: II/I, III/II, I/P, II/P, III/P
- Anmerkung

(n) = nachträglich hinzugefügtes Register (2014)

## Taufbecken

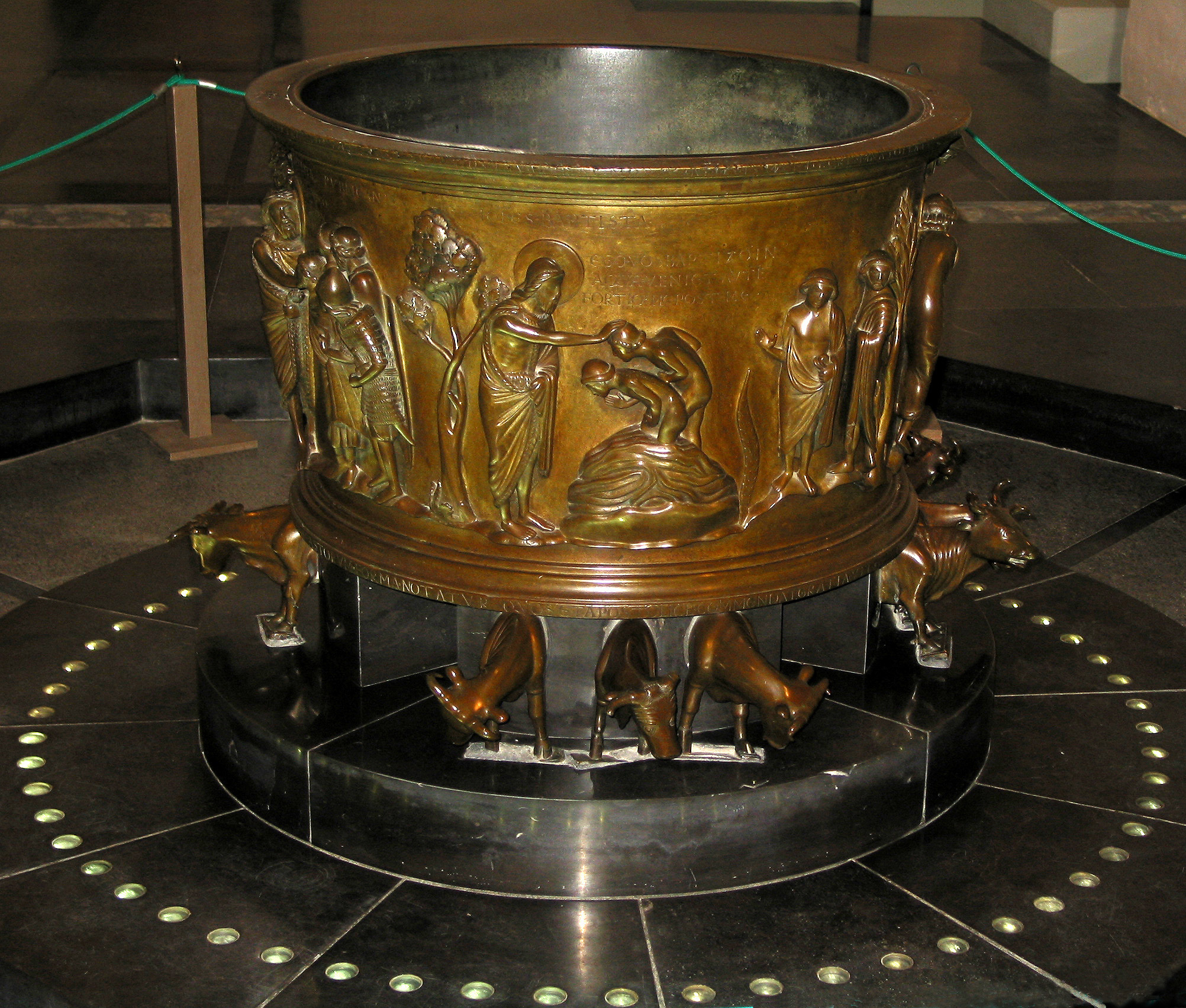
Taufbecken

Das berühmteste Kunstwerk in der Kirche ist das Taufbecken von Reiner von Huy, einem Bronzegießer, der im 1. Viertel des 12. Jahrhunderts in Lüttich lebte. Das Taufbecken, das ca. 1107–1125 durch Abt Hellinus für die Kirche Notre-Dame-aux-Fonts in Lüttich in Auftrag gegeben wurde, steht seit 1803 in der Kirche St. Barthélemy und ist das einzige mit Sicherheit diesem Künstler zuordenbare Werk.
Das becherförmige, messingfarbene und durch Taufszenen verzierte Becken wird getragen durch 10 (ursprünglich zwölf) Ochsen. Der Deckel, vermutlich mit Abbildungen von Aposteln und Propheten, ging im 18. Jahrhundert verloren, als das Becken vor den französischen Revolutionstruppen in Sicherheit gebracht werden musste.
Die einzelnen Taufszenen werden durch Abbildungen von Bäumen voneinander getrennt. Man erkennt die Taufe Jesu im Jordan, die Predigt Johannes’ des Täufers in der Wüste, die Taufe von zwei Katechumenen, die Taufe des römischen Hauptmanns Kornelius und die Taufe des griechischen Philosophen Craton.
Durch die plastische, monumental wirkende Ausarbeitung und die lebensnahe Darstellung der Bewegung, die Einflüsse der antiken Kunst nahelegen, stellt das Taufbecken einen Höhepunkt der Maasländischen Kunst und ein Vorbild für die Hochmittelalterliche „Renaissance“ dar. In den 1970er Jahren wurde es den “Zeven wonderen van België” zugeordnet. Darüber hinaus erfüllt das Taufbecken noch heute seine Funktion bei der Taufe.